# Markus Kebschull
Markus Kebschull (* 7. Juli 1969 in Bad Mergentheim) ist ein deutscher Koch.

## Werdegang
Kebschull ging nach der Ausbildung 1988 ins Restaurant Humperdinck in Frankfurt am Main, und 1989 zum Weinhaus Anker in Marktheidenfeld. 1991 wechselte er ins Restaurant Francaise im Steigenberger Frankfurter Hof zurück nach Frankfurt. Danach ging er 1992 in die Schweiz zum Hotel Adula in Flims und 1994 nach Irland zum Slieve Russel Hotel in Ballyconnell.  
Ab 1995 war er Chefkoch im Restaurant Sterneck im Badhotel Sternhagen in Cuxhaven, das 2011 wurde mit zwei Michelinsternen ausgezeichnet wurde, im Gault Millau mit 16 Punkten.
Seit März 2012 ist Kebschull Chefkoch im Restaurant Seesteg auf der ostfriesischen Insel Norderney, das seitdem mit einem Michelinstern ausgezeichnet wird.

## Auszeichnungen
- 2010, zwei Michelinsterne für das Restaurant Sterneck in Cuxhaven